# Grecia en los Juegos Olímpicos de Cortina d'Ampezzo 1956
Grecia estuvo representada en los Juegos Olímpicos de Cortina d'Ampezzo 1956 por tres deportistas masculinos que compitieron en esquí alpino.
El portador de la bandera en la ceremonia de apertura fue el esquiador alpino Alexandros Vouxinos. El equipo olímpico griego no obtuvo ninguna medalla en estos Juegos.